# Insomnie
Insomnie, také známá jako nespavost, je porucha spánku, při které mají lidé problémy spát. Mohou mít buď potíže usnout nebo spát tak dlouho, jak je potřeba. Častým důsledkem insomnie je ospalost během dne, málo energie, podrážděnost a depresivní nálada. Může vyústit ve zvýšené riziko silničních dopravních nehod nebo v problémy se soustředěním a učením. Insomnie může být krátkodobá (může trvat dny nebo týdny) nebo dlouhodobá (více než měsíc). Pojem insomnie má dvě možnosti: porucha zvaná insomnie a příznaky insomnie, a mnoho abstraktů randomizovaných kontrolovaných studií a systematických přehledů často neuvádí, ke které z těchto dvou možností se slovo insomnie vztahuje. 
Insomnie se může objevit sama stejně jako může být výsledkem jiného problému. Podmínky, ze kterých může insomnie vzniknout, zahrnují psychologický stres, chronickou bolest, srdeční selhání, hypertyreózu, pálení žáhy, syndrom neklidných nohou, menopauzu, některá léčiva a návykové látky jako například kofein, nikotin a alkohol. Mezi další rizikové faktory patří práce na nočních směnách a spánková apnoe. Diagnóza je založená na spánkových návycích a vyšetření, jehož účelem je hledání příčin. Může být provedena spánková studie, aby se zjistily základní poruchy spánku. Může být proveden také screening za účelem zodpovězení dvou otázek: „Máte potíže se spánkem? a „Máte potíže usnout nebo se udržet ve spánku?“.
Typickou prvotní léčbou insomnie jsou spánková hygiena a změna životního stylu. Ke spánkové hygieně patří důsledné dodržování doby spánku, klidná a tmavá místnost, vystavování se slunečnímu světlu během dne a pravidelné tělesné cvičení. K tomu lze přidat kognitivně-behaviorální terapii. Léky na spaní sice mohou pomoci, ale někdy jsou spojeny s úrazy, demencí a závislostí. Tyto léky se nedoporučuje užívat déle než čtyři nebo pět týdnů. Účinnost a bezpečnost alternativní medicíny je nejasná.
Insomnií trpí v daném období 10 až 30 % dospělých a v daném roce až polovina populace. Asi 6 % lidí trpí insomnií, která není způsobena jiným problémem a trvá déle než měsíc. Lidé starší 65 let jsou jí postiženi častěji než mladší jedinci, častěji jí trpí ženy. Popisy insomnie se objevují přinejmenším již ve starověkém Řecku.
Insomniak je člověk trpící insomnií.

## Příznaky insomnie
Příznaky insomnie:
- Potíže s usínáním, včetně potíží nalézt pohodlnou spací polohu
- Časté buzení během noci, potíže znovu usnout a brzy se vzbudit
- Neschopnost soustředit se na denní úkoly, potíže s pamětí
- Ospalost během dne, podrážděnost, deprese nebo úzkost
- Pocit ospalosti nebo nedostatku energie během dne
- Potíže s koncentrací
- Člověk je popudlivý, chová se agresivně nebo impulzivně

Insomnie při nástupu spánku je obtížné usínání na začátku noci, které je často příznakem úzkostných poruch. Syndrom odkládané spánkové fáze může být chybně diagnostikován jako insomnie, protože nástup spánku je oproti normálu značně opožděn a probouzení se přelévá do denních hodin.
Pro pacienty, kteří mají potíže s usínám, jsou běžné noční probouzení s obtížemi s opětovným usnutím. Dvě třetiny těchto pacientů se budí uprostřed noci, přičemž více než polovina z nich má potíže znovu usnout.
Časné ranní probuzení je probuzení, ke kterému dochází dříve, než je žádoucí (o více než 30 minut), s neschopností vrátit se zpět do stavu spánku, a to dříve, než  jeho celková doba dosáhne 6,5 hodiny. Časné ranní probouzení je často charakteristické pro depresi. Příznaky úzkosti mohou také vést k insomnii. Mezi tyto příznaky patří napětí, nutkavé obavy o budoucnost, pocit nadměrné stimulace a nadměrné analyzování minulosti.

### Špatná kvalita spánku
Špatná kvalita spánku může být například důsledkem syndromu neklidných nohou, spánkové apnoe nebo závažné deprese. Špatná kvalita spánku je definována tak, že jedinec nedosáhne fáze 3 neboli delta spánku, který má regenerační vlastnosti.
Závažná deprese vede ke změnám funkce hypotalamicko-hypofyzárně-nadledvinové osy, což způsobuje nadměrné uvolňování kortizolu, které může vést ke špatné kvalitě spánku.
Noční polyurie, tedy nadměrné noční močení, také může mít za následek špatnou kvalitu spánku.

### Subjektivita
Některé případy nespavosti nejsou ve skutečnosti nespavostí v tradičním slova smyslu, protože lidé, u nichž dochází k nesprávnému vnímání stavu spánku, často spí normální dobu. Problém spočívá v tom, že přestože spí každou noc několik hodin a obvykle nepociťují výraznou ospalost v denní době ani jiné příznaky nedostatku spánku, necítí se, jako by spali příliš dlouho, pokud vůbec. Protože jejich vnímání spánku je neúplné, nesprávně se domnívají, že jim trvá abnormálně dlouho, než usnou, a podceňují dobu, po kterou spí.

## Příčiny insomnie
Nespavost patří k velmi častým zdravotním problémům současné populace. Nicméně, pokusy prokázaly, že mnozí lidé, kteří se domnívají, že trpí insomnií (ve skutečnosti spí stejnou dobu jako ostatní, ovšem často se probouzejí, neupadají do hlubokého spánku, špatně odpočívají atd.) v mnoha případech trpí spíše parasomnií.
Určitou občasnou nespavostí trpí téměř každý člověk. Noční bdění bývá spojeno s psychickými změnami, člověk podléhá chmurným představám, bývá podrážděný, zmatený, mívá sklon ke smyslovým klamům.
Insomnie může být doprovodným symptomem tělesných nebo duševních poruch, ale stejně tak můžeme hovořit o insomnii jako o primárním onemocnění. Může být způsobena řadou stavů, ale může se vyskytnout i bez jakékoli identifikovatelné příčiny (tedy primární insomnie). Primární insomnie může mít také počáteční identifikovatelnou příčinu, ale pokračuje i poté, co příčina zmizí. Záchvat nespavosti může být například vyvolán stresující pracovní nebo životní událostí, ale člověk může insomnií trpět i po tom, co tato událost pominula. V takových případech je nespavost obvykle udržována úzkostí nebo strachem způsobeným samotným nedostatkem spánku spíše než vnějšími faktory.
Symptomy insomnie mohou být způsobeny nebo spojeny s následujícími příčinami:
- Poruchy dechu při spánku, například spánková apnoe, syndrom rezistence horních cest dýchacích, astma
- Užívání psychoaktivních drog (například stimulantů), včetně jistých léků, bylinek, kofeinu, nikotinu, kokainu, amfetaminů, methylfenidátu, aripiprazolu, extáze, modafinilu nebo nadměrného užívání alkoholu
- Užívání nebo abstinence od alkoholu a dalších sedativ, jako například léků proti úzkosti a léků na spaní (například benzodiazepiny)
- Užívání nebo abstinence od léků proti bolesti (například opioidy)
- Zneužívání volně prodejných nebo předepisovaných léků na spaní (sedativ nebo léků na tlumení) může znovu vyvolat insomnii
- Srdeční choroby
- Bolest: zranění nebo stav, který způsobuje bolest (například bolest v kříži, chronická bolest), může jedinci zabránit v nalezení pohodlné pozice k usnutí, a také může jedince probudit
- Změny hormonů (například ty předcházející menstruaci nebo ty při menopauze)
- Životní události jako jsou strach, stres, úzkost, emoční nebo mentální napětí, problémy v práci, stres způsobený nedostatkem financí, narození dítěte nebo ztráta blízké osoby
- Gastrointestinální potíže (např. pálení žáhy nebo zácpa)
- Duševní, neurobehaviorální nebo neurologické vývojové poruchy (například bipolární afektivní porucha, klinická deprese, generalizovaná úzkostná porucha, posttraumatická stresová porucha, schizofrenie, obsedantně-kompulzivní porucha, poruchy autistického spektra, demence, ADHD a fetální alkoholový syndrom)
- Narušení cirkadiánního rytmu, jako je práce na směny nebo pásmová nemoc (jet lag), může způsobit neschopnost spát v některých částech dne a nadměrnou ospalost v jiných (chronické poruchy cirkadiánního rytmu se vyznačují podobnými příznaky)
- Některé neurologické poruchy, jako jsou léze na mozku nebo traumatické poranění mozku v anamnéze
- Zdravotní stavy, jako je hypertyreóza
- Špatná spánková hygiena (hluk nebo nadměrná konzumace kofeinu)
- Zvýšené vystavení se (modrému) světlu z umělých zdrojů (například telefony nebo počítače)
- Tělesné cvičení: nespavost vyvolaná cvičením je u sportovců běžná v podobě prodloužené latence nástupu spánku. I nedostatek pohybu je škodlivý. Je tedy důležitá přiměřená fyzická aktivita.[9]
- Syndrom neklidných nohou, který může způsobit insomnii při nástupu spánku kvůli nepříjemným pocitům a potřebě pohybovat nohama nebo jinými částmi těla, aby se jedinci těchto pocitů zbavili
- Periodické pohyby končetin ve spánku (PLMD), které se při spánku objevují a mohou jedince nabudit, aniž by o tom věděl
- Vzácné genetické onemocnění může způsobit trvalou a nakonec smrtelnou formu insomnie na prionovém podkladu, která se nazývá fatální familiární insomnie

Spánkové studie s využitím polysomnografie naznačují, že lidé, kteří mají narušený spánek, mají v noci zvýšenou hladinu cirkulujícího kortizolu a adrenokortikotropního hormonu. Mají také zvýšenou rychlost metabolismu, což se u lidí, jejichž spánek je během spánkové studie záměrně narušen, ale netrpí insomnií, nevyskytuje. Podle studií metabolismu mozku pomocí pozitronové emisní tomografie (PET) mají lidé trpící insomnií vyšší rychlost metabolismu v noci i ve dne. Otázkou však zůstává, zda jsou tyto změny příčinou nebo důsledkem dlouhodobé insomnie.

## Typy insomnie
Insomnie se dělí na několik typů především z hlediska délky trvání.
- Přechodná insomnie[4] je stav, který trvá zpravidla do jednoho týdne. Obvykle bývá způsobený stresem, jinou poruchou, změnami ve spacím prostředí, načasováním spánku nebo závažnou depresí a není nutné ho považovat za patologický. Její důsledky, tedy ospalost a oslabená psychomotorická výkonnost, jsou podobné těm u spánkové deprivace. Tato insomnie zpravidla po nějaké době odezní sama (často po zmizení stresoru – vykonání zkoušky, pohovoru, atd.).
- Akutní insomnie[2] je známá také jako insomnie související se stresem nebo krátkodobá insomnie, trvá do jednoho měsíce. Postižený má problémy s usnutím nebo udržením se ve spánku nebo s tím, že je jeho spánek neosvěžující a nekvalitní. Tyto problémy se vyskytují navzdory adekvátním příležitostem a podmínkám ke spánku a zpravidla vyústí v problém s fungováním během dne. Obvykle je vhodný zásah lékaře, který stav insomniaka zkontroluje a konstatuje, zda je nutná léčba.
- Chronická insomnie[2] trvá déle než jeden měsíc a může být primární (vznikla sama o sobě, např. kvůli organickému poškození), anebo sekundární (vzniká vlivem jiné nemoci, např. deprese). Běžné příčiny tohoto typu insomnie zahrnují dlouhodobý stres, trauma, pracovní rozvrhy, špatné spací návyky, léky a další mentální poruchy. Lidé s vysokou hladinou stresových hormonů nebo s výkyvy v hladině cytokinu jsou k chronické insomnii náchylnější. Její efekty se mohou na základě různých příčin lišit, mohou zahrnovat například svalovou únavu, halucinace a/nebo mentální únavu. Dlouhotrvající insomnie může mít vážné zdravotní následky.
- Fatální familiární insomnie[11] je smrtelný typ tohoto onemocnění a nedá se léčit. Člověk s tímto typem insomnie postupně ztrácí schopnost usnout. Nakonec dosáhne stavu naprosté insomnie, která za odlišných okolností není uskutečnitelná. Tímto typem insomnie trpí pouze pár set lidí na světě. Příčinou jsou priony napadající určitá thalamická jádra mozku. Toto onemocnění je dědičné.

## Důsledky insomnie
Nespavost způsobuje, že je člověk během dne unavený, malátný, podrážděný, má zhoršenou koncentraci, sníženou pracovní výkonnost, špatnou náladu a sklon k depresím. Tyto problémy souvisí hodně se zvýšenou hladinou kortizolu. Nedostatek spánku se po jistém čase projevuje podobně jako opilost. Při dlouhotrvající nespavosti může dokonce docházet k psychickým poruchám, poruchám vnímání, úsudku a dalších kognitivních funkcí.

## Léčba nespavosti

### Spánková hygiena
Jedním ze způsobů nefarmakologické léčby je úprava spánkové hygieny. Jedná se o společný termín pro všechny způsoby chování, které se týkají podpory dobrého spánku. Jde o doporučení jedincům, kteří mají problémy s nedostatečným a nekvalitním spánkem a u kterých bylo vyloučeno onemocnění, které nespavost může způsobovat. Zahrnuje návyky, které poskytují dobrý základ pro spánek a pomáhají předcházet nespavosti. Samotná spánková hygiena však nemusí být pro řešení chronické nespavosti dostatečná. Doporučení týkající se spánkové hygieny jsou obvykle součástí kognitivně-behaviorální terapie insomnie (CBT-I).
Doporučení:
- Prostředí by mělo být co možná nejpohodlnější. Pokoj, ve kterém se spí, by neměl zároveň sloužit jako pracovna, měl by se užívat pouze na spaní. Prostředí by nemělo být příliš hlučné, i když tento faktor lze málokdy ovlivnit. Doporučená pokojová teplota pro zdravý spánek je 16–20 °C. Příliš vysoká či příliš nízká teplota může spánek narušovat. V ložnici by se měla udržovat tma – světlo je pro tělo signálem, aby zůstalo vzhůru.
- Načasování spánku: Dobré je chodit spát každou noc a vstávat každé ráno ve stejnou dobu.
- Zdřímnutí: Krátká zdřímnutí během dne jsou normální zdravou součástí denního režimu mnoha lidí. Avšak, u lidí, kteří mají potíže se spánkem v noci, mohou tato krátká zdřímnutí během dne nahrazovat noční spánek. Denní spánek tak muže nespavost zhoršit.
- Tělesné cvičení: Ukázalo se, že pravidelné ranní cvičení zlepšuje spánek. Naopak cvičení před spaním může znesnadnit usínání.
- Nikotin: Cigarety a ostatní nikotinové produkty působí povzbudivě. Proto by se mělo před spaním a při probuzení v průběhu noci kouření vyvarovat.
- Kofein: Káva, čaj a mnoho dalších nápojů a potravin obsahující kofein působí povzbudivě a mohou jedince udržovat déle v bdělém stavu. Lidé trpící nespavostí by neměli konzumovat kofein 4–6 hodin před ulehnutím do postele.
- Alkohol: Alkohol urychluje nástup spánku. Mnoho lidí využívá alkohol jako první prostředek k řešení nespavosti. Dlouhodobé užívání alkoholu však narušuje spánkový režim, proto konzumace alkoholu problém se spánkem neřeší.
- Těžká jídla: Těžká jídla pozdě večer mohou spánek narušit. Na druhé straně lehká jídla anebo jiný rituál před usínáním může pomoci spánek navodit.
- Myšlenky: Při usínání je dobré potlačit negativní myšlenky rušící spánek a usínání. Je také třeba potlačit i užívání elektronických zařízení.[12]

Na druhou stranu, systematický přehled AASM dospěl k závěru, že lékaři by neměli předepisovat spánkovou hygienu při nespavosti vzhledem k důkazům o její nedostatečné účinnosti a možnému oddálení adekvátní léčby, a doporučil místo toho upřednostňovat účinné terapie, jako je CBT-I.

### Léky na spaní
Léky jsou předepisovány lidem se stálou nespavostí, jež jim ztěžuje každodenní život. Tyto léky způsobují útlum té části mozku, která nás drží v bdělosti a navozuje spánek. Při jejich použití převládá lehký spánek (NREM stadia 1 a 2), méně pak hluboký spánek (NREM stadia 3 a 4) a ještě méně spánek se sny (REM spánek).
Použití těchto léků je tedy vhodné jen pro obnovení spánkového rytmu, pokud všechny předchozí pokusy (metody) selhaly. Podávání musí být velmi opatrné, protože dlouhodobé užívání může vyvolat lékovou závislost.
Přehled některých léků na spaní:
- chloralhydrát,
- nitrazepam,
- klomethiazol,
- promethazin,
- dichloralfenazon,
- temazepam,
- flurazepam,
- triazolam,
- zolpidem (Stilnox) a další Z-drugs (zopiklon apod.),
- midazolam (Dormicum).